# Río Verdeyacu
Río Verdeyacu är ett vattendrag i Ecuador.   Det ligger i provinsen Napo, i den centrala delen av landet, 110 km sydost om huvudstaden Quito.